# Museum Fodor
Museum Fodor was een museum aan de Keizersgracht in Amsterdam, dat heeft bestaan van 1863 tot en met 1993.
Naamgever van het museum was Carel Joseph Fodor (1803-1860), die rijk was geworden door de handel in steenkool.  Bij testament liet hij zijn uitgebreide kunstverzameling na aan de stad (men dacht eerst aan de staat) onder een aantal voorwaarden:
- Het museum moest worden ingericht in drie panden aan de Keizersgracht, die in zijn bezit waren.
- De drie panden moesten daartoe aangepast worden voor een bedrag van maximaal 60.000 gulden.
- De beheerder moest benoemd worden door de executoren en diens opvolgers door het bestuur van de stad, in overleg met de Koninklijke Academie van Beeldende Kunsten, waar Fodor jarenlang een bestuursfunctie had.
- Het museum moest Museum Fodor gaan heten.

In januari 1861 accepteerde de gemeenteraad het legaat, waarna de planning tot de inrichting van het museum begon. Het museum werd, ondanks gemopper hier en daar omdat de belangrijke werken niet naar het Rijksmuseum konden worden overgebracht, ingericht in het "Pakhuis Het Spook" aan de Keizersgracht 609, waar een “gaanderij voor schilderijen en teekeningen” moest komen. De collectie omvatte 161 schilderijen, 877 tekeningen en 302 prenten. Fodor had bepaald dat het pand verbouwd moest worden voor maximaal 60.000 gulden, maar na aanbesteding gunde de gemeente Amsterdam op 18 juni 1861 de bouw voor een bedrag van 39,748 gulden voor een museum voor de schilderijen, nagelaten door den heer Fodor, op de Keizersgracht bij de Vijzelstraat. De bouw en inrichting stond onder supervisie van Arie Johannes Lamme, die later benoemd werd tot honorair lid der commissie van bestuur over het Museum Fodor. Het ontwerp van het gebouw was van Cornelis Outshoorn. In maart 1862 was het gebouw in zoverre gevorderd dat koning Willem III der Nederlanden het gebouw kon komen bezichtigen. Op 18 april 1863, de geboortedag van de stichter, werd Museum Fodor officieel geopend.
Het museum werd later aangevuld met de Atlas Splitgerber (1879) en de Jan en Caspar Luyken-collectie (1889). De belangstelling voor het museum liep in de jaren daarna terug, waarschijnlijk te wijten aan de terugloop in de interesse in 19e-eeuwse kunst. In 1948 werd het museumgebouw als dependance door het Stedelijk Museum in gebruik genomen, met voornamelijk werk van Amsterdamse kunstenaars. Het Stedelijk behield de schilderijen, de tekeningen en prenten werden ondergebracht bij het Rijksprentenkabinet. In 1963 kwam de Fodor-collectie onder het beheer van het Amsterdams Historisch Museum. Op 1 januari 1993 hield Museum Fodor op te bestaan.
In 1994 werd het Nederlands Vormgevingsinstituut in het voormalig museumgebouw gevestigd. In 2001 kreeg het pand weer een museale functie, toen FOAM erin trok.
- Bibsys: 60548
- Bibliothèque nationale de France: cb12147913z (data)
- CiNii: DA1437193X
- Gemeinsame Normdatei: 200276-0
- International Standard Name Identifier: 0000 0000 9391 2607
- Library of Congress Control Number: n86022594
- Nationale Bibliotheek van Tsjechië: zmp2017974473
- Nationale bibliotheek van Australië: 35995260
- Réseau des bibliothèques de Suisse occidentale: 02-A012487227
- Système universitaire de documentation: 02996525X
- Trove: 1177534
- Union List of Artist Names: 500305022
- Virtual International Authority File: 138086258